# Gabriel Toledo
Gabriel „FalleN“ Toledo (* 30. Mai 1991) ist ein brasilianischer E-Sportler, welcher durch seine Erfolge in der Spielereihe Counter-Strike bekannt wurde. Derzeit spielt er für FURIA Esports.

## Karriere
Toledo spielte vor Beginn seiner professionellen Laufbahn in Counter-Strike: Global Offensive auch Counter-Strike 1.6, Counter-Strike: Source und Crossfire. Größter Erfolg in 1.6 war dabei der Sieg bei den IEM V – American Championships im Jahr 2010 mit CompLexity. In den Anfangsjahren von CS:GO gaben die Turnierveranstalter den Teams aus Südamerika meist keine Chance zur Teilnahme. Im Frühjahr 2015 finanzierte die brasilianische Community mittels Crowdfunding zusammen mit der E-Sports Entertainment Association die Reisekosten von Toledo und seinem Team KaBuM.TD für die Teilnahme am Qualifikationsturnier für die ESL One Katowice 2015. Nach erfolgreicher Qualifikation unterschrieb FalleN mit dem Team bei Keyd Stars.  Unter dieser Organisation zog das Lineup nach Nordamerika. Toledo erreichte die Top 8 in Katowice und den zweiten Platz in der ersten Saison der amerikanischen Liga der ESL ESEA Pro League. Im Juli 2015 verpflichtete Luminosity Gaming das Lineup rund um FalleN. Unter Toledo als Kapitän etablierte sich Luminosity in der Weltspitze. Vorzeitiger Höhepunkt war der Gewinn der MLG Major Championship: Columbus 2016 im April 2016. Es folgten weitere Siege in Austin und London im Frühjahr 2016.
Nach Vertragsstreitigkeiten zwischen FalleN's Team und Luminosity spielt Toledo seit dem 1. Juli 2016 mit seinem kompletten Team für SK Gaming, unter dem sie die ESL One Cologne 2016 im selben Monat für sich entschieden haben.
Im Januar 2017 wurde Toledo in die Forbes-Liste 30 Under 30 in der Kategorie Games aufgenommen. Es folgten im Verlaufe des Jahres 2017 acht weitere Erfolge auf internationalen Offline-Turnieren, darunter der Sieg der ESL Pro League Season 6. Im Juni 2018 verpflichtet Immortals das Team von SK Gaming. Toledo spielte bis 2021 für den von Immortals wiedererweckten Brand Made in Brazil auf. Von Januar 2021 bis Februar 2022 war er bei Team Liquid unter Vertrag. Im Februar wechselte er zu Imperial Esports. Nach anderthalb Jahren wechselte er zur brasilianische E-Sport-Organisation FURIA Esports.

## Erfolge
Die folgende Tabelle zeigt die wichtigsten Erfolge von FalleN.
| Jahr | Platz | Turnier                                       | Team              | Preisgeld |
| ---- | ----- | --------------------------------------------- | ----------------- | --------- |
| 2016 | 1.    | MLG Major Championship: Columbus 2016         | Luminosity Gaming | 500.000 $ |
| 2016 | 1.    | ESL Pro League Season 3 Finals                | Luminosity Gaming | 200.000 $ |
| 2016 | 1.    | ESL One Cologne 2016                          | SK Gaming         | 500.000 $ |
| 2017 | 1.    | IEM XII – Sydney                              | SK Gaming         | 100.000 $ |
| 2017 | 1.    | Esports Championship Series Season 3 – Finals | SK Gaming         | 250.000 $ |
| 2017 | 1.    | ESL One Cologne 2017                          | SK Gaming         | 100.000 $ |
| 2017 | 1.    | EPICENTER 2017 – Finals                       | SK Gaming         | 250.000 $ |
| 2017 | 1.    | ESL Pro League Season 6 – Finals              | SK Gaming         | 225.000 $ |
| 2018 | 1.    | ZOTAC Cup Masters 2018                        | Made in Brazil    | 200.000 $ |
| 2020 | 2.    | Flashpoint Season 1                           | Made in Brazil    | 250.000 $ |

## Auszeichnungen
- 2016: Platz 2 der HLTV.org Bestenliste[13]
- 2017: Platz 6 der HLTV.org Bestenliste[14]

## Sonstiges
Toledo ist Gründer der E-Sport-Organisation Games Academy, welche sich für die Förderung der südamerikanischen E-Sport-Szene einsetzt und auch eigene Turniere veranstaltet. Im August 2015 finanzierte die Games Academy dem Team Não Tem Como einen mehrmonatigen Aufenthalt in Nordamerika.
Regelmäßig streamt Toledo auf Twitch. Dabei gibt er unter anderem spielerische und taktische Tipps.
Mit seinem Team Mibr waren Toledo und seine Teammitglieder die Ersten, die ein Spiel in einem Major 16:0 verloren.